# Општина Клежа (Бакау)
Клежа (рум. Cleja) општина је у Румунији у округу Бакау.
Oпштина се налази на надморској висини од 247 m.